# 4ヒーロー
4ヒーロー（4 Hero）は、イギリスの電子音楽グループ。マーク・マックことマーク・クレアー、ディーゴことデニス・マクファーレンの2人組のユニットをさす。リリースする楽曲はドラムンベースが中心であるが、近年はそれに限らずジャズやソウルなど幅広い要素を取り入れた曲が多い。ジャングル、ドラムンベースのミュージック・シーンにおいて、初期から活動する主要アーティストの一組とされる。

## 経歴
バンド結成は1989年。当初はイアンことイアン・バードイル、ガスことガス・ローレンスの2名を加えた4名体制であった。後にイアンとガスはバンドのレーベルであるレインフォースド・レコード (Reinforced Records)の運営に専念するために脱退する。
1994年にリリースしたアルバム『パラレル・ユニヴァース』のヒットにより、世界的にその名が知られることになる。
1995年には、Jacob's Optical Stairway名義でR&Sレコーズからアルバムをリリースしている。バンドはデトロイト・テクノ、特にホアン・アトキンスから音楽的影響を強く受けており、R&Sレコーズからアルバムをリリースする際には当時同レーベルと関わりが深かったホアン・アトキンスをプロデューサーに指名した。また、Tek9名義ではヒップホップに影響を受けた作品を発表した。
トーキング・ラウドと契約後の1998年にリリースしたアルバム『トゥ・ペイジズ』、2001年の『クリエイティング・パターンズ』のリリース後はリミックス活動が中心となっている。2004年にはリミックス作品を集めたアルバム『The Remix Album』もリリースしている。
2007年には『クリエイティング・パターンズ』以来6年ぶりとなるオリジナル・アルバム『プレイ・ウィズ・ザ・チェンジズ』をRaw Canvasレーベルからリリースし、さらに多様なジャンルとの融合を実現している。

## ディスコグラフィ

### アルバム
- In Rough Territory (1991年)
- 『パラレル・ユニヴァース』 - Parallel Universe (1995年)
- 『トゥ・ペイジズ』 - Two Pages (1998年)
- 『トゥ・ペイジズ・リミックス』 - Two Pages Remixed (1998年)
- Two Pages Reinterpretations (1999年)
- 『クリエイティング・パターンズ』 - Creating Patterns (2001年)
- The Remix Album (2004年)
- 4 Hero Present Brazilika (2006年)
- 『プレイ・ウィズ・ザ・チェンジズ』 - Play with the Changes (2007年)
- Extensions (2009年)

### 別名義
- Jacob's Optical Stairway (1995年) ※Jacob's Optical Stairway名義
- It's Not What You Think It Is (1996年) ※Tek9名義
- Simply (1999年) ※Tek9名義
- Hipology (2012年) ※The Visioneers名義